# Пустовит, Владимир Анатольевич
Владимир Пустовит (так же известный под прозвищем «Молотобоец»; 27 марта 1959, Краснотуриньск — 17 августа, 1981, Казань) — советский экстремист неонацистских и коммунистических взглядов, идейный лидер и организатор банды «Красная Бригада», что на почве революционных идей а так же мизантропии с 1979 года по 1980 год совершила более 20 убийств и 16 покушений на жизнь в городе Казань и его окрестностях.

## Биография
Владимир Пустовит родился в Краснотурьинске, в обычной советской семье. Окончил среднюю школу с золотой медалью, затем добровольно проходил срочную службу в Вооружённых силах СССР. Отличался высоким интеллектом и дисциплиной, свободно владел английским языком, был членом Коммунистической партии. После демобилизации предпринял попытку поступить в Московский государственный институт международных отношений (МГИМО), однако не был принят, что, по мнению исследователей, стало поворотным моментом в его жизни.
С начала 1970-х годов Пустовит начал формировать собственную радикальную политическую идеологию, сочетающую элементы марксизма, фашизма, мизантропии и насилия как метода «социальной очистки». Он придерживался крайне экстремистских взглядов, в которых соединялись черты левого и правого радикализма, включая идеи насильственного свержения советской власти и установления нового «чистого» порядка. Восхищался Наполеоном, Лениным, Гитлером, Муссолини и Троцким. Тогда же в силу некоторой замкнутости и изоляции, стали формироваться его человеконенавистнические идеи
Из дневника Пустовита
«Народ — это сброд, который толпой за тираном идет. И роль такого тирана, понимая всю ответственность, которая ложится на меня при этом, я беру на себя! Уж я-то не допущу ошибок ни Гитлера, ни Бонапарта, ни Ленина».

## «Красная Бригада» и серия убийств
В конце 1970-х годов Владимир Пустовит начал формировать из своих знакомых организацию, построенную на его взглядах сочетающих элементы коммунизма и фашизма. Он считал, что советское общество нуждается в «очистке» от «недостойных» элементов и стремился к насильственному свержению Советского Режима. Вдохновляясь действиями итальянских «Красных бригад», Пустовит решил создать одноимённую организацию в СССР.
С 1979 года в Казани началась серия жестоких нападений на прохожих. Жертвы, как правило, подвергались ударам по голове тяжёлыми предметами — чаще всего кувалдой или молотком. Большинство нападений происходило в вечернее и ночное время в малолюдных районах. Убийства сопровождались грабежом, однако следствие сразу обратило внимание на чрезмерную жестокость и ритуальный характер преступлений. Дела об убийствах и грабежах были объединены следствием в неформальную серию, получившую название «Молотобоец» — по прозвищу, которым преступника окрестили местные жители.
В 1980 году в одной из казанских школ была обнаружена тетрадь с манифестом, подписанным «Красной бригадой». На обложке тетради была изображена свастика, внутри которой находились звезда и серп с молотом. В тексте манифеста излагалась идеология «левого фашизма», призывы к свержению советской власти и установлению нового порядка. Врагами Красной Бригады были признаны все жители Советского Союза. Тетрадь была передана в КГБ, что привело к активизации расследования. Следователи входе расследования заметили в манифесте ещё одну интересную деталь: почти на каждой странице было выведено число «36» — одно из ключевых в нумерологии. Оно означает огненное преображение материи и якобы позволяет менять её на новую в соответствии с текущим временем. Помимо этого, сумма первых тридцати шести чисел равняется «числу зверя» — 666. Графологическая и психиатрическая экспертизы пришли к выводу, что автор манифеста — взрослый человек с выраженным комплексом неполноценности, склонный к жестокости и цинизму, лишённый эмпатии и демонстрирующий признаки мании величия. По оценке специалистов, представляет повышенную общественную опасность.
Изначально дело «Молотобойца» и «Красную Бригаду» не связывали, к тому же первое дело расследовала милиция, а второе — КГБ. Однако за два дня до нахождения тетради, дело Молотобойца пополнилось убийством подростка. После обнаружения тела убитого подростка следствие впервые получило основания полагать, что в совершении преступлений, приписываемых «молотобойцу» участвовало несколько человек. Согласно свидетельским показаниям, погибшего в последний раз видели на железнодорожном вокзале, когда он садился в автомобиль, в котором находились трое неизвестных мужчин.
Первоначально эти данные не привели к существенным сдвигам в расследовании. Однако ключ к делу был найден случайно. Утром на остановке общественного транспорта у Дворца культуры имени Кирова сотрудники милиции обратили внимание на спор двух молодых людей. При появлении патруля один из них попытался скрыться, а второй остался на месте и был задержан.
При досмотре у задержанного был обнаружен дипломат, в котором находилась самодельная булава, обмотанная изолентой и имевшая следы крови. Позднее было установлено, что именно этим предметом совершались нападения, связанные с серией преступлений. В том же дипломате находилась тетрадь с символикой и надписью «Красная бригада», аналогичной ранее найденной в казанской школе.
Задержанным оказался Ахат Камалов. Во время допроса он вел себя неадекватно, высказывал идеи о смерти и мести, что вызвало интерес следствия к его окружению. В результате оперативных мероприятий был задержан его знакомый Виктор Осипов. Однако, по данным следствия, лидером и идеологом группировки являлся Владимир Пустовит.
По признанию Камалова, в состав «Красной бригады» входили четыре человека: сам Камалов, Виктор Осипов, Вячеслав Бугарчев, а также Владимир Пустовит, который, по версии следствия, занимал центральное место в организации, разрабатывая её идеологию и определяя цели нападений.
В начале лета 1980 года Владимир Пустовит был задержан сотрудниками правоохранительных органов. На допросах он сразу признал свою причастность к серии преступлений. Однако первоначально следователи отнеслись к его показаниям с сомнением, ссылаясь, в том числе, на его худощавое телосложение и предположив, что он может оговаривать себя. В ответ Пустовит стал подробно описывать обстоятельства совершённых преступлений и точно указывать места, где происходили убийства. Все эти сведения были подтверждены в ходе следственных действий.
Пустовит настаивал на том, что все совершённые им преступления носили исключительно политический характер, и требовал, чтобы его дело рассматривал Военный трибунал. Однако данное ходатайство было отклонено.
По результатам судебного процесса Владимир Пустовит и Виктор Осипов, признанные основными фигурантами дела и непосредственно участвовавшие в большинстве убийств, были приговорены к высшей мере наказания — расстрелу. Ещё один участник группировки, Бугарчев, получил 15 лет лишения свободы. Ахат Камалов, который, согласно материалов дела, не принимал участия в убийствах, был приговорён к 9 годам заключения.